# Demake
Demake é um termo referente a portabilidade ou a recriação completa de um jogo eletrônico de videogame para uma plataforma com menos capacidade técnica. Sendo considerado como um tipo de remake, não o oposto como se costuma pensar.

A palavra "Demake" é muitas vezes associada à Homebrews, pois muitas vezes esses jogos são produzidos pelos próprios jogadores, na maioria das vezes como uma forma de releitura de seus jogos favoritos. 

Halo 2600, Demake da franquia de jogos Halo reimaginado para o Atari 2600

## Demakes Caseiros
Existem inúmeros exemplos de demakes caseiros, alguns dos mais conhecidos são.
- Halo 2600 (Atari 2600)
- Bloodborne Demake (PC)[5]
- Megaman X8 (SNES)[6][7]
- Bit of War (PC)[8]
- Resident Evil (NES)[8]
- Final Fantasy VII (NES)[1]
- Disco Elysium (Game Boy)[1]

## Demakes Oficiais
Mesmo sendo mais comum a pratica de programação caseira, algumas empresas chegaram a produzirem versões de jogos para consoles menos potentes
- Street Fighter 2 (Master System)[1]
- Duke Nukem (Mega Drive)[9]
- Furi (PC)[10]
- Papers, Please (Navegador)[11]
- Black Mesa Classic (PC)[12]
- Payday: The Text Adventure (PC)[13]